# NGC 5875
NGC 5875 este o hi (21cm) source⁠(d) situată în constelația Boarul. A fost descoperită în 1 mai 1788 de către William Herschel. Se află la o distanță de 53,46 de megaparseci de Pământ.